# Cementnyk (przystanek kolejowy)
Cementnyk (ukr. Цементник) – przystanek kolejowy na granicy miejscowości Kamieniec Podolski i Słobidka-Humenećka, w rejonie kamienieckim, w obwodzie chmielnickim, na Ukrainie. Położony jest na linii Chmielnicki – Kamieniec Podolski – Kelmieńce.